# Борислав Дреновац
Борислав Бора Дреновац је био један од руководилаца СКОЈ-а у Другом светском рату и дугогодишњи функционер КПЈ/СКЈ у послератним годинама. Рођен је у Сарајеву, 1924. године. Живео је и школовао се у Београду. Филолошки факултет завршио је 1950. године код професора Белића. Умро је 2016. године.
Био је и један од оснивача ФК Црвена звезда, а радио је и као цензор Агитпропа.

### Публицистика
Саоснивач је многих часописа, између осталог и листа Млади борац, „Књижевних новина”, чији је главни уредник био у периоду 1951–1952. године, затим „Нове мисли” (1953–1954), која је била часопис за науку, књижевност и културу, и био њен генерални секретар. Био је оснивач и уредник „Културног живота” (1950), као и низа сличних специјализованих публикација. У свим тим часописима објавио је већи број књижевних критика и књижевно-историјских студија.

### Важнији посебни радови
- „Дервишијата Стијепа Ђорђића, дубровачког песника 17. века” (компаративна студија дубровачке, италијанске и провансалске лирике)
- „Ирационално у језику Вука Стефановића Караџића” (студија из упоредне лингвистике, Филолошки факултет у Београду, 1964).
- The explosion of knowledge and its implications on education. Логика и лингвистика у међусобном односу и њихово место у савременом систему наука. UNESCO, Paris, 1972. године. Постоји и француско издање под насловом: Lexplosion des connaissances et sses incideces sur l’éducation.